# Tournoi jeunes démocrates
Le Tournoi jeunes démocrates était une initiative éducative de l'Assemblée nationale du Québec à l'intention des élèves des niveaux secondaire et collégial. L'activité a cessé d'être tenue en après la 27e et dernière édition en avril 2019. Le tournoi consistait en un jeu questionnaire sur l'histoire de la démocratie, du parlementarisme et du Québec. La finale de chaque catégorie (secondaire et collégiale) était diffusée sur le canal de l'Assemblée nationale et filmée de la salle du conseil législatif du Québec de l'hôtel du Parlement. Les parties régulières et le reste de la ronde éliminatoire se déroulaient au Collège François-de-Laval.

## Fonctionnement

### Mise en place
Deux équipes de quatre personnes prennent place face à face. Perpendiculairement à eux se trouve à la fois un lecteur chargé de lire les questions et un juge qui tranche sur la validité des réponses soumises par les participants. Tous les participants sont équipés de bouton-témoins leur permettant de signifier au juge qu'ils ont une réponse à la question courante à soumettre.
Il n'y a pas de temps à proprement défini pour les manches, mais ces dernières durent généralement minimalement au moins 30 minutes. Le public est autorisé à les regarder, mais doit demeurer silencieux et ne pas prendre de photos. Les participants n'ont d'ailleurs pas le droit d'utiliser d'appareils électroniques, ces derniers pouvant être la source de tricheries.

### Questions
Les questions, classées dans différentes catégories, survolent un très large horizon de thèmes : de l'origine de la démocratie jusqu'à l'histoire du vingtième siècle, en passant par le mode de fonctionnement du parlement québécois, les mécanismes électoraux, l'actualité internationale, l'art politique, etc. Elles se présentent également sous différentes formes : anagrammes, questions éclairs, collectives avec ou sans droit de consultation, etc.

#### Thème annuel
Par ailleurs, un thème annuel (différent chaque année) fait office de catégorie de questions. Par exemple, lors du 21e Tournoi jeunes démocrates, le thème annuel était l'ensemble des régions administratives québécoises. Les participants devaient alors répondre à des questions spécifiques en lien avec ces régions (économie, spécificités culturelles, parlementaires, etc.). En 2018, pour la 26e édition, le thème annuel portait sur Mai 68 : 50 ans de mouvements sociaux.

### But
Le but de chaque équipe est de marquer plus de points que l'équipe adverse pendant un match. Des matchs nuls sont possibles avant les éliminatoires. Le samedi matin du Tournoi, les différentes équipes regroupées en groupes de trois ou quatre équipes s'affrontent entre elles. L'après-midi, chacune affrontent trois adversaires pigés au hasard dans d'autres groupes. La phase éliminatoire débute le dimanche matin et se termine en début d'après-midi. Éventuellement, les deux équipes les plus fortes se disputeront le titre d'équipe championne lors de la finale télévisée, qui se déroule dans le prestigieux Salon rouge de l'Hôtel du Parlement (la salle du conseil législatif du Québec).

### Déroulement
Lorsque les deux équipes, le juge et le lecteur sont placées dans la salle à l'heure convenue, la partie commence. La première catégorie de questions est alors annoncée : la lecture du questionnaire est donc imminente. En général, lorsqu'une question est lue, il est impératif d'y répondre le plus vite possible avant que ses adversaires ne le fassent : seul le premier répondant (la première personne qui a appuyé sur son déclencheur) est autorisé à pouvoir soumettre une réponse. Si la réponse du premier répondant à la question posée est jugée valide, son équipe gagne le nombre de points associés à la question (le nombre de points associés aux questions varie en fonction de la catégorie). Et au contraire, si cette réponse est jugée invalide, l'équipe adverse est invitée à se prononcer et gagne tous les points si elle répond correctement. Le score est nul si les deux équipes ne parviennent pas à répondre correctement à la question. À la fin de la partie, l'équipe qui a amassé le plus de points gagne la manche (tel qu'écrit dans la section « But »).

## Médaillés Niveau Secondaire
- 2019 Or: Collège Jean-de-Brébeuf Argent: Collège Durocher Saint-Lambert Bronze: École Louise-Trichet (Zaina Mahran, Camille Bergeron, Widad Safih et Laura Agnès Acaffou, entraînées par Rémi Portugais et Marie Ève Lapointe)
- 2018 Or: Collège Jean-de-Brébeuf            Argent: Collège Durocher Saint-Lambert       Bronze: École secondaire Joseph-François-Perrault
- 2017 Or: Collège Saint-Charles-Garnier      Argent: École Joseph-François-Perrault       Bronze: Collège St-Paul
- 2016 Or: École Joseph-François-Perrault     Argent: Collège Regina-Assumpta              Bronze: Collège Jean-Eudes
- 2015 Or: École Joseph-François-Perrault     Argent: Collège Durocher Saint-Lambert       Bronze: École Joseph-François-Perrault
- 2014 Or: Collège Jean-de-Brébeuf            Argent: École Joseph-François-Perrault       Bronze: Collège Saint-Charles-Garnier
- 2013 Or: Collège Jean-de-Brébeuf            Argent: Polyvalente Le Carrefour             Bronze: Collège Jean-de-Brébeuf
- 2012 Or: Polyvalente Le Carrefour           Argent: Collège de l'Assomption              Bronze: Collège Laval
- 2011 Or: Collège Saint-Charles-Garnier      Argent: Collège Jean-de-Brébeuf              Bronze: École Saint-Pierre et des Sentiers
- 2010 Or: Collège Saint-Paul                 Argent: Collège Saint-Charles-Garnier        Bronze: École Serge-Bouchard
- 2009 Or: Collège Jean-Eudes                 Argent: Collège Saint-Paul                   Bronze: Polyvalente de Thetford Mines
- 2008 Or: Polyvalente de Thetford Mines      Argent: École de Rivière-Du-Loup             Bronze: Collège Jean-Eudes
- 2007 Or: École Serge-Bouchard               Argent: Polyvalente de Thetford Mines        Bronze: Collège Jean-Eudes
- 2006 Or: Collège Jean-Eudes                 Argent: Collège Jean-Eudes                   Bronze: Lower Canada College
- 2005 Or: Collège Saint-Charles-Garnier      Argent: Collège Jean-Eudes                   Bronze: Collège Jean-Eudes
- 2004 Or: École Marcellin-Champagnat         Argent: École Mont-Sainte-Anne               Bronze: École Saint-Joseph
- 2003 Or: Collège Jean-Eudes                 Argent: École Marcellin-Champagnat           Bronze: Collège Jean-Eudes
- 2002 Or: Collège Jean-Eudes                 Argent: Collège Jean-Eudes                   Bronze: École Sophie-Barat
- 2001 Or: Collège de Champigny               Argent: Polyvalente Des Baies                Bronze: École Louise-Trichet
- 2000 Or: Polyvalente Des Baies              Argent: Petit Séminaire de Québec            Bronze: Collège Jean-Eudes
- 1999 Or: École Marcellin-Champagnat         Argent: École Arthur-Pigeon                  Bronze: École Les Sentiers
- 1998 Or: Collège Jean-Eudes                 Argent: École Marcellin-Champagnat           Bronze: Polyvalente des Rives
- 1997 Or: Petit Séminaire de Québec          Argent: Polyvalente des Rives                Bronze: École Curé-Antoine-Labelle
- 1996 Or: Collège Jean-Eudes                 Argent: Séminaire Sainte-Marie               Bronze: Polyvalente des Rives
- 1995 Or: Collège Jean-Eudes                 Argent: Collège Saint-Charles-Garnier        Bronze: Collège Jean-Eudes
- 1994 Or: Collège Saint-Charles-Garnier      Argent: Collège Saint-Paul                   Bronze: Pavillon de La Découverte
- 1992 Or: Collège de Lévis                   Argent: Couvent de Lévis                     Bronze: ----------------------

## Médaillés Niveau Collégial
- 2018 Or: Cégep Champlan St.Lawrence                         Argent: Cégep du Vieux-Montréal        Bronze: Collège Jean-de-Brébeuf
- 2017 Or: Cégep du Vieux-Montréal                            Argent: Collège Jean-de-Brébeuf        Bronze: Collège André-Grasset
- 2016 Or: Cégep du Vieux-Montréal                            Argent: Collège Jean-de-Brébeuf        Bronze: Collège André-Grasset
- 2015 Or: Cégep de l'Abitibi-Témiscamingue (Campus Val-d'Or) Argent: Collège Jean-de-Brébeuf        Bronze: Collège Champlain Saint-Lambert (Saint-Lambert)
- 2014 Or: Cégep Garneau                                      Argent: Collège Jean-de-Brébeuf        Bronze: Cégep de l'Abitibi-Témiscamingue (Campus Val-d'Or)
- 2013 Or: Collège Jean-de-Brébeuf                            Argent: Cégep Gérald-Godin             Bronze: Cégep François-Xavier-Garneau
- 2012 Or: Collège Jean-de-Brébeuf                            Argent: Collège André-Grasset          Bronze: Collège Jean-de-Brébeuf
- 2011 Or: Champlain Saint-Lambert                            Argent: Collège André-Grasset          Bronze: Collège Jean-de-Brébeuf
- 2010 Or: Cégep de Thetford                                  Argent: Collège André-Grasset          Bronze: Collège Champlain (Saint-Lambert)
- 2009 Or: Cégep de Thetford                                  Argent: Collège André-Grasset          Bronze: Cégep de Granby-Haute Yamaska
- 2008 Or: Collège Jean-de-Brébeuf                            Argent: Cégep de Drummondville         Bronze: Collège André-Grasset
- 2007 Or: Collège Jean-de-Brébeuf                            Argent: Cégep François-Xavier-Garneau  Bronze: Collège Bois-de-Boulogne
- 2006 Or: Cégep de Sainte-Foy                                Argent: Collège de Bois-de-Boulogne    Bronze: Cégep de Thetford
- 2005 Or: Cégep de Sainte-Foy                                Argent: Collège Jean-de-Brébeuf        Bronze: Collège André-Grasset
- 2004 Or: Collège Jean-de-Brébeuf                            Argent: Collège de Bois-de-Boulogne    Bronze: Cégep du Vieux-Montréal
- 2003 Or: Cégep de Baie-Comeau                               Argent: Collège Jean-de-Brébeuf        Bronze: Cégep François-Xavier-Garneau
- 2002 Or: Cégep François-Xavier-Garneau                      Argent: Cégep de Baie-Comeau           Bronze: Collège de Bois-de-Boulogne
- 2001 Or: Cégep Chamlain St. Lawrence
- 2000 Or: Collège Jean-de-Brébeuf
- 1999 Or: Cégep de Drummondville
- 1998 Or: Petit Séminaire de Québec                          Argent: Cégep de Maisonneuve
- 1997 Or: Cégep de Shawinigan                                Argent: Cégep de Limoilou
- 1996 Or: Cégep de Maisonneuve
- 1995 Or: Cégep de la Région de l'Amiante
- 1994 Or: Cégep de Lévis-Lauzon
- 1992 Or: Cégep François-Xavier-Garneau